# 大洛普秋加河
大洛普秋加河是俄羅斯的河流，屬於梅津河的左支流，由科密共和國負責管轄，河道全長160公里，流域面積2,030平方公里，河水主要來自融雪。